# 奧蘭多·塞佩沙
奧蘭多·曼紐·塞佩沙·潘尼斯（西班牙語：Orlando Manuel Cepeda Pennes，1937年9月17日—2024年6月28日），綽號「Peruchin」，為美國職棒大聯盟的一壘手。
1964年至1972年，這段時期的大聯盟打者打擊率較低，因此也被稱作是大聯盟第二個死球年代。不過塞佩沙仍然有4個球季的單季打擊率超過3成。
塞佩沙在17年職業生涯一共入選11次明星賽。1978年，他因為持有非法毒品而被判處5年刑期。1999年，塞佩沙依舊透過名人資深委員會推薦入選名人堂。

## 職業生涯

### 舊金山巨人
塞佩沙在1958年登上大聯盟，並在5月前敲出13轟，成為國聯史上在5月前敲出史上第二多全壘打的菜鳥。他一直到初登場前十分鐘才與球隊簽下合約，他以7000美元的合約加入巨人。該年6月，巨人隊看在塞佩沙表現不錯的份上，將他的薪水提高到9500美元。
塞佩沙在菜鳥球季繳出3成12打擊率，外帶25轟與96分打點的表現，強勢奪下國聯新人王寶座。當時他在球季結束後還用薪水買了一間房子送給他的母親。
隔年巨人給他12000美元的合約，不過塞佩沙卻要求20000美元，最後雙方以17000美元續約。
1959年，塞佩沙在前35個打數敲出15支安打。雖然他在5月中旬陷入一點小低潮，不過他還是入選了明星賽。最後塞佩沙整年的打擊率為3成17，並打回105分打點，都高居球隊之首。雖然他一度擔任球隊三壘手，但是後來因為失誤過多而被移往外野守備。最後巨人拿下國聯第三，無緣世界大賽。
1960年，巨人將威利·麥考維下放至小聯盟，並讓塞佩沙擔任一壘手。該年他的打擊率為2成97，並敲出24轟與96分打點。他也在該年的12月3日於聖胡安結婚。
1961年可說是塞佩沙表現最好的一年，該年他以46轟與142分打點拿下全壘打王和打點王。這年他不但入選明星賽，還在MVP票選上拿下第二名，僅次於紅人隊的法蘭克·羅賓森。球季結束後，塞佩沙要求球隊給他加薪20000美元，不過球隊認為塞佩沙太過獅子大開口，因此最後只給他加薪16000美元。1962年，巨人隊和道奇隊一路追逐國聯冠軍，最後兩隊進行3戰2勝的系列加賽，並由巨人以2勝1敗拿下勝利。不過最後他們在世界大賽以3勝4敗敗給洋基。該年塞佩沙的打擊率為3成06，並敲出35轟與114分打點。1961年和1962年，雖然他的表現很出色，不過他卻與總教練Alvin Dark不合，導致他出賽場次不多。
球季結束後，塞佩沙跑去波多黎各打冬季聯盟，結果他在那邊弄傷了腳踝。1963年，儘管整季都帶傷上陣，塞佩沙還是繳出3成16打擊率，外帶34轟與97分打點的不俗成績。1964年，塞佩沙的打擊率為3成04，可惜最後巨人以些微差距輸給紅雀，無緣進軍世界大賽。1965年春訓，塞佩沙的出席率非常低。而且他還透過他一名來自墨西哥的朋友，以喝酒和吸大麻降低他的疼痛感。該年因為飽受膝傷困擾，許多醫生建議塞佩沙在這一年不要出賽，但是他還是堅持上場。結果他整年的打擊率僅1成76，而且只敲出一支全壘打。1966年，塞佩沙傷癒回歸並參加春訓，不過他並未進入球隊的開季名單。後來他在球季中被交易至紅雀。

### 聖路易紅雀
紅雀隊因為陣中進攻火力不足，於是球隊在與巨人隊進行系列賽的時候同時交易塞佩沙。當時他與球隊簽下53000美元的合約，最後他在該年的打擊率來到3成03，並順勢拿下國聯東山再起獎。
1967年，紅雀隊以101勝60敗闖進世界大賽。最後在世界大賽7戰擊敗紅襪。塞佩沙在8月以3成52的打擊率，外帶5轟與25分打點的成績拿下國聯單月最佳球員。最後他在一整年的打擊率為3成25，並打出111分打點，其中有21場比賽更是打下了勝利打點。最後他在MVP票選上拿下第一名，他也成為國聯繼卡爾·哈伯爾後第一位全票拿下MVP的球員。
1968年，紅雀隊蟬聯國聯冠軍。塞佩沙在世界大賽第三戰敲出致勝全壘打，而紅雀隊也一度以3勝1敗領先。不過最後老虎隊卻連贏3場比賽，逆轉紅雀拿下世界大賽冠軍。這年因為聯盟投手的表現特別傑出，導致塞佩沙的打擊率下滑至2成48，並僅敲出16轟與73分打點。1969年3月，球隊將他交易至勇士，換來喬·托瑞。

### 生涯後期
在得知被交易後，塞佩沙一度考慮退休，不過最後在妻子的說服下又繼續打球。該年他的打擊率為2成57，並敲出22轟與88分打點。球隊以93勝69敗拿下西區第一，不過最後他們在國聯冠軍被大都會給橫掃出局。
1970年，塞佩沙的打擊率為3成05，並敲出34轟與111分打點。不過球隊只拿下西區第四。1971年，塞佩沙在5月前就敲出了10轟，不過後來他卻因為膝蓋受傷而進入傷兵名單。1972年，他的傷勢還沒有完全恢復。而球隊在季中也換了總教練Eddie Robinson，而Robinson最後決定交易塞佩沙。
1972年7月，塞佩沙被交易至運動家，換來丹尼·麥克連。結果他只出賽1個禮拜就因傷缺陣，最後他在運動家待了3個月後便回到波多黎各進行手術，並一度考慮退休。
1973年，美聯引進了指定打擊制度，紅襪隊也因此找上了塞佩沙。最後他成為大聯盟史上第一位以指定打擊身分與球隊簽約的選手，而他在紅襪隊的首安就是一發再見全壘打。該年他敲出了20轟，成為大聯盟史上首位在4支不同球隊都敲出單季至少20轟的球員。球季結束後，紅襪將他和另一位名人堂選手路易斯·阿帕里西歐釋出。塞佩沙隔年加入皇家，打擊率為2成15，並敲出一支全壘打。

### 生涯打擊數據
| 出賽場次 | 打席 | 打數 | 得分 | 安打 | 二安 | 三安 | 全壘打 | 打點 | 盜壘 | 保送 | 三振 | 打擊率 | 上壘率 | 長打率 | 觸身球 | 守備率 |
| -------- | ---- | ---- | ---- | ---- | ---- | ---- | ------ | ---- | ---- | ---- | ---- | ------ | ------ | ------ | ------ | ------ |
| 2124     | 8699 | 7927 | 1131 | 2351 | 417  | 27   | 379    | 1365 | 142  | 588  | 1169 | .297   | .350   | .499   | 102    | .989   |

## 個人生活

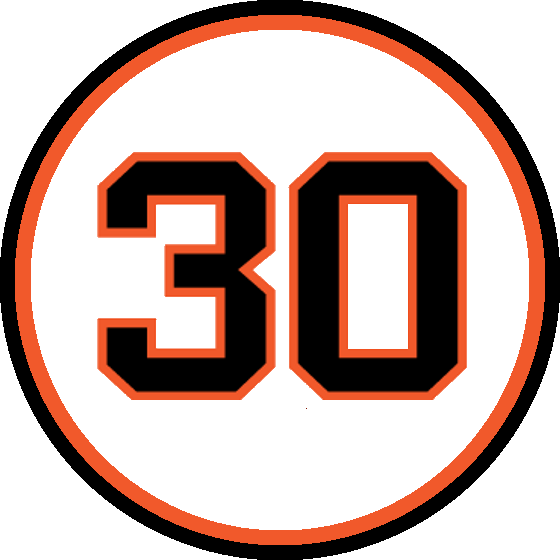
1999年，巨人隊將塞佩沙的30號球衣退休。

1990年代初，隨著塞佩沙的名人堂票選年份即將屆滿，許多球星也發起請願希望大聯盟將他入主古柏鎮。1994年，塞佩沙只差7票就能入選名人堂。而他也因為連續15年投票未達門檻而被取消票選資格。1999年，他透過名人堂資深委員會推薦，終於入選名人堂。他也成為繼羅伯托·克萊門特第二位入選名人堂的波多黎各人。
此外，塞佩沙也入選了13個運動名人堂，其中包含：灣區運動名人堂、波多黎各運動名人堂、密蘇里運動名人堂、非裔美國人運動名人堂、舊金山巨人名人堂等等。
2018年2月，他因為跌倒而一度住院。之後他在加州的某處停車場跌倒引發中風再次住院，不過所幸健康出院。
2024年6月28日，高齡86歲的塞佩沙去世。他也在前隊友威利·梅斯去世後十天後離世，大聯盟在同個月內痛失兩位名人堂球星。

## 外部連結
- 球員資訊和成績在MLB ，ESPN ，Retrosheet ，Baseball Reference ，Baseball Reference (Minors) ，Fangraphs ，The Baseball Cube （英文）
- 奧蘭多·塞佩沙在台灣棒球維基館上的頁面（繁體中文）

| 前任： Jim Ray Hart | 單月最佳球員 1967年8月 | 繼任： 唐·德萊斯戴爾 |